# نيا لونغ
نيا لونغ (بالإنجليزية: Nia Long)‏ (ولدت في 30 أكتوبر 1970) هي ممثلة أمريكية وأحيانا مديرة موسيقى وفيديو

## السنوات الأولى
ولدت لونغ كان في بروكلين، نيويورك، الولايات المتحدة الأمريكية عائلتها من المنحدرين من ترينيداد

## وصلات خارجية
- نيا لونغ على موقع IMDb (الإنجليزية)
- نيا لونغ على موقع روتن توميتوز (الإنجليزية)
- نيا لونغ على موقع ألو سيني (الفرنسية)
- نيا لونغ على موقع ميوزك برينز (الإنجليزية)
- نيا لونغ على موقع أول موفي (الإنجليزية)
- نيا لونغ على موقع بوكس أوفيس موجو (الإنجليزية)
- نيا لونغ على موقع قاعدة بيانات الأفلام السويدية (السويدية)
- نيا لونغ على موقع إن إن دي بي (الإنجليزية)
- نيا لونغ على موقع قاعدة بيانات الفيلم (الإنجليزية)
- نيا لونغ على موقع كينوبويسك (الروسية)